# Токолдошев, Касымалы
Касымалы́ Токолдо́шев (кирг. Касымалы Төкөлдөшев; 4 марта 1918, с. Кожомкул — 29 сентября 1978, с. 8 марта, Калининский район, Фрунзенская область, Киргизская ССР, СССР) — почтальон Калининского узла связи Министерства связи Киргизской ССР. Герой Социалистического Труда (1971).
Один из трёх почтальонов, удостоенных звания Героя Социалистического Труда (вместе с Анузой Давлеткуловой и Гаджар Муштак кызы Исабабаевой).

## Биография
Родился в 1918 году в крестьянской семье в селе Кожомкул (позднее имени 8 марта).
Трудовую деятельность начал в 1938 году на местном отделении почтовой связи.
Участвовал в Великой Отечественной войне. После демобилизации возвратился на родину, где продолжил работать почтальоном Калининского узла связи. Трудился в сложных горных условиях. Обслуживал высокогорные селения Сусамырской долины, куда доставлял почту гужевым транспортом.
Указом Президиума Верховного Совета СССР от 4 мая 1971 года «за выдающиеся успехи, достигнутые в выполнении заданий пятилетнего плана по развитию средств связи, телевидения и радиовещания» удостоен звания Героя Социалистического Труда с вручением ордена Ленина и золотой медали «Серп и Молот».
После выхода на пенсию проживал в родном селе, где скончался в 1978 году.
Память
- В 1970 году о Касымалы Токолдошеве на киностудии Киргизфильм снят документальный фильм «Почта» (режиссёр — Бекеш Абдылдаев)[1].